# Provinz Hidaka

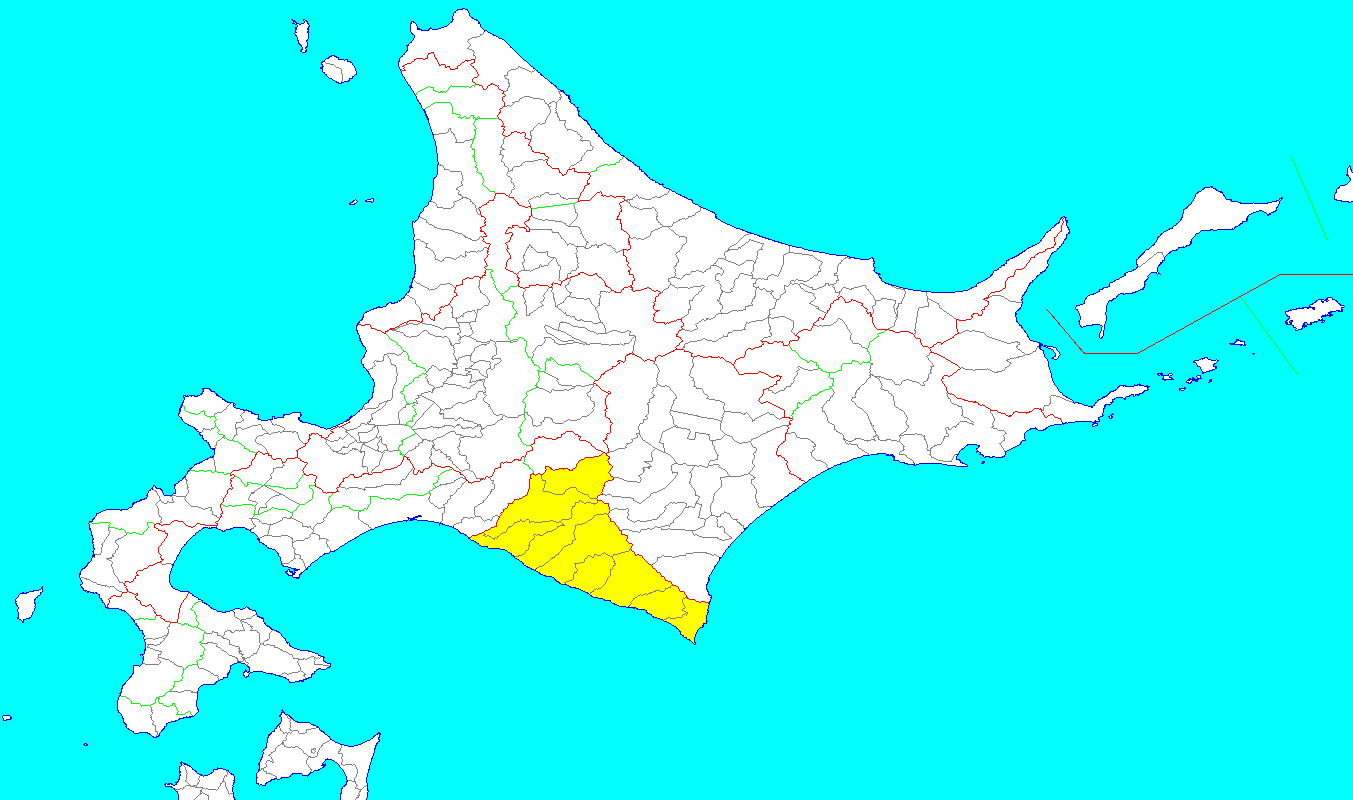
Provinz Hidaka

Hidaka (jap. 日高国, Hidaka no kuni) war eine kurzlebige Provinz Japans auf der Insel Hokkaidō. Ihr Gebiet entspricht jenem der heutigen Unterpräfektur Hidaka.

## Geschichte
Am 15. August 1869 wurde die sieben Landkreise (郡, gun) umfassende Provinz Hidaka gegründet, zusammen mit den anderen Provinzen Hokkaidōs. Die Volkszählung von 1872 ergab 6.574 Einwohner (Japaner, ohne die einheimischen Ainu). Im Jahr 1882 schaffte die Zentralregierung die Provinzen in Hokkaidō ab.

## Landkreise
Die Provinz Hidaka umfasste folgende Landkreise (gun):
- Horoizumi-gun (幌泉郡)
- Mitsuishi-gun (三石郡)
- Niikappu-gun (新冠郡)
- Samani-gun (様似郡)
- Saru-gun (沙流郡)
- Shizunai-gun (静内郡)
- Urakawa-gun (浦河郡)